# Goúrri
Goúrri är en ort i Cypern.   Den ligger i distriktet Eparchía Lefkosías, i den centrala delen av landet, 30 km sydväst om huvudstaden Nicosia. Goúrri ligger 670 meter över havet och antalet invånare är 235. Den ligger på ön Cypern.
Terrängen runt Goúrri är kuperad, och sluttar norrut. Trakten runt Goúrri är ganska tätbefolkad, med 60 invånare per kvadratkilometer. Närmaste större samhälle är Tséri, 19,8 km nordost om Goúrri. Trakten runt Goúrri är i huvudsak ett öppet busklandskap.